# Josef Herzog
Josef Herzog (5. června 1864 Baden – 26. srpna 1911 tamtéž) byl rakouský a český politik německé národnosti, na počátku 20. století poslanec Říšské rady.

## Biografie
Narodil se 5. června 1864 ve městě Baden v Dolních Rakousích.
Na počátku století se zapojil i do celostátní politiky za všeněmeckou stranu. Ve volbách do Říšské rady roku 1901 získal mandát za všeobecnou kurii, obvod Trutnov, Vrchlabí, Rokytnice atd. K roku 1901 se uvádí jako vydavatel novin. Na schůzi Říšské rady 6. prosince 1901 byla oznámena jeho rezignace na poslanecký mandát, následně se ale ukázalo, že rezignační dopis byl mystifikací. V té době čelil Herzog několika sporům a byl obviňován z korupce. Pokoušel se udržet v politice i ve volbách do Říšské rady roku 1907, ale v městském volebním obvodu v dolnorakouském Badenu získal jen nepatrný počet hlasů.
Zemřel po dlouhé nemoci (trpěl chorobou páteře) v srpnu 1911, ve věku 48 let. Národní politika ho v nekrologu označila za jednoho z nejhorších křiklounů všeněmeckých.